# 호나탄 소리아노
호나탄 소리아노 카사스 (Jonathan Soriano Casas, 1985년 9월 24일 ~ )는 스트라이커로 활약한 스페인의 은퇴한 축구 선수이다.